# Ханибал (филм, 2001)
Вижте пояснителната страница за други значения на Ханибал.
Ханибал (на английски: Hannibal) е американски филм от 2001 година, базиран на едноименния роман на Томас Харис. Режисьор е Ридли Скот, а ролята на Ханибал Лектър се изпълнява от Антъни Хопкинс.

## Сюжет
Внимание:  Текстът по-долу разкрива сюжета на произведението (или части от него)!
Изминали са 10 години, откакто младата стажантка Клариса Старлинг унищожи неуловимия маниак и убиеца на Бъфало Бил, а д-р Лектър, избягва от полицията, която го охранява. Търсенето на Лектър продължава по целия свят, портретът му е на уебсайта на ФБР сред 10-те най-издирвани престъпници в света, но всички усилия са напразни.
Клариса Старлинг успешно работи във ФБР, но по време на една от операциите тя лично убива няколко бандити и лидера им Евелда Дръмго, голям наркодилър. Старлинг е отстранена от работа, медийният тормоз започва, но изведнъж една от оцелелите жертви на Лектър, милионерът Мейсън Верджър, се обръща към Клариса. Преди много години, по време на среща между Лектър и Верджър, докторът вкарва Мейсън в състояние на луда интоксикация и му заповядва да се обезобрази с фрагменти от огледало, след което счупва врата на Верджър, превръщайки го в обезобразен и парализиран инвалид. В продължение на много години осакатеният Верджър измисля план за най-тежкото отмъщение на д-р Лектър: в Сардиния местни бандити, по заповед на Мейсън, обучават диви свине, които да изядат Ханибал жив. Верджър се среща със Старлинг и ѝ дава рентгенова снимка на ръката на Лектър, за която се твърди, че е получена от неизвестен пратеник. Това показва, че докторът е все още жив. И скоро самата Клариса получава писмо от Лектър, което според експертите, които го проучват, е написано някъде в Европа, тъй като хартията съдържа миризма на европейски, вероятно италиански парфюм.
В същото време във Флоренция местният полицейски инспектор Риналдо Паци, разследващ изчезването на пазителя на дворцовата библиотека, се среща със заместника на пазителя – доктор Фел. Д-р Фел прави ужасно впечатление на Паци, инспекторът започва да изучава по-подробно тайнствената личност на лекаря и скоро разбира, че „Д-р Фел“ е същият ужасен маниак и канибал д-р Лектър. Паци обаче не предава Лектър на полицията, а решава да предаде „улова“ си на Мейсън Верджър, който дава огромна сума за залавянето на доктора. След като получава пръстовите отпечатъци на Ханибал с помощта на дребен престъпник и се уверява, че „д-р Фел“ е 100% д-р Лектър, Паци с помощта на бандитите на Верджър се опитва да залови доктора.
Междувременно Старлинг прави запитвания през Интерпол и прекарва часове, разглеждайки кадри от видеонаблюдението на парфюмерийни магазини във всички големи европейски градове, с особен акцент върху Италия. Тя разбира, че някой във Флоренция е забавил предаването на записа от камера, инсталирана в магазин за парфюми, и скоро разбира, че инспектор Паци е замесен. Разпознавайки на лентата Ханибал Лектър, Старлинг незабавно се обажда на Паци и го призовава да спре да се опитва да хване доктора „неофициално“, за да предаде заловения Лектър в ръцете на Верджър. Уви, алчността побеждава съзнанието на Паци и той решава да атакува „Д-р Фел“ след лекцията му. Лектър обаче отдавна се е досетил, че Паци е по петите му и затова Ханибал удря пръв. Лектър прерязва гърлото със скалпел на един от бандитите, а Паци залавя жив, връзва го и започва да разпитва. При разпита Старлинг отново се обажда на инспектора, а Лектър, докато води хубав разговор с нея, убива Паци с чудовищна жестокост. През Средновековието един от предците на Паци е екзекутиран за предателство: той е обесен с прерязан корем, от което червата му изпадат. Точно същото прави с алчния потомък на онзи Паци и Ханибал Лектър, след което докторът изчезва в неизвестна посока.
Вбесен от краха на плановете си, Верджър решава да превърне Клариса в примамка. Подозирайки, че Лектър е влюбен в Старлинг, Мейсън с помощта на корумпирания високопоставен служител на ФБР Пол Крендлър изфабрикува доказателства, че Старлинг е знаела, но е криела местонахождението на д-р Лектър. Клариса е отстранена от работата си във ФБР и я заплашва съдебен процес, но самият Лектър пристига на помощ. Вторият опит за залавянето му се оказва успешен и скоро завързаният Лектър се появява пред триумфиращия Верджър, който ентусиазирано разказва за нечовешките мъки, пред които Ханибал ще се изправи. Докторът обаче е спокоен и безразлично очаква съдбата си. Клариса, която е била свидетел на отвличането на Лектър, разбира, че Верджър ще се опита да убие зверски доктора и тайно се промъква в плевнята на огромното имение на Верджър. По това време вързаният доктор е напът да стане храна за гладните нерези, но въоръжената Старлинг спира тази извънсъдебна екзекуция. Тя убива сардинските бандити на Верджър, но самата тя е простреляна в рамото. Лектър спокойно се освобождава, взема тялото на изпадналата в безсъзнание Клариса и си тръгва, накрая съветвайки Кордел Домлинг, личният доктор на Верджър, да хвърли шефа си на прасетата. Домлинг, който мрази Верджър, охотно следва нечовешките съвети и скоро Мейсън, който мечтаеше врага му да бъде изяден жив, сам се превръща в храна за човекоядните прасета.
Лектър завежда ранената Старлинг в провинциалната къща на Крендлър, където ги очаква заловеният по-рано от доктора служител на ФБР. Докторът изважда куршума от рамото на Клариса и кани Старлинг да участва в „прощална вечеря“. Отваряйки черепа на вързания и упоен Крендлър, Лектър изрязва част от мозъка му, изпържва го и го подава на Крендлър. Едва останала в съзнание от отвратителната гледка, Старлинг се обажда на полицията и се опитва да залови Лектър, като се връзва с белезници към него. Лектър грабва сатър, но не желаейки да осакати Старлинг, отсича ръката си и избягва.
След известно време Лектър, държейки се за превързано пънче на ръката си, лети някъде в самолет. Момчето, което седи до него, казва, че храната на борда е отвратителна. Лектър се съгласява и започва да храни детето с неговата „храна“ – изпържения мозък на Пол Крендлър, казвайки, че е важно „винаги да се опитват нови неща“.

## Актьорски състав
| Актьор            | Роля                                                                             |
| ----------------- | -------------------------------------------------------------------------------- |
| Антъни Хопкинс    | Ханибал Лектър – доктор по медицина, маниак и канибал                            |
| Джулиан Мур       | Клариса Старлинг – агент на ФБР                                                  |
| Гари Олдман       | Мейсън Верджър – милионер, перверзник, една от жертвите на Лектър                |
| Рей Лиота         | Пол Крендлър – високопоставен служител от ФБР                                    |
| Франки Фейсън     | Барни Матюс – бивш санитар от психиатричната клиника, където е държан д-р Лектър |
| Джанкарло Джанини | Риналдо Паци – полицейски инспектор от Флоренция                                 |
| Франческа Нери    | Алегра Паци – съпругата на инспектор Паци                                        |
| Желко Иванек      | Кордел Домлинг – личният доктор на Мейсън Верджър                                |
| Дейвид Андрюс     | Клинт Пиърсол – агент на ФБР                                                     |
| Франсис Гуинан    | Нунан – заместник-директор на ФБР                                                |
| Робърт Риети      | Солиато – бандит от Сардиния                                                     |
| Ивано Марескоти   | Карло – бандит от Сардиния                                                       |
| Фабрицио Гифуни   | Фабрицио – бандит от Сардиния                                                    |
| Марко Греко       | Томазо – бандит от Сардиния                                                      |
| Енрико Ло Версо   | джебчия на име „Бутон“ от Флоренция                                              |
| Хейзъл Гудман     | Евелда Дръмго – голяма търговка на наркотици, заразена със СПИН                  |

## Интересни факти
- Според продуцента на филма Дино Де Лаурентис Джоди Фостър се е оттеглила от филма само по финансови причини. Изискванията на Фостър били следните: 20 милиона долара директно за ролята и още 15% от боксофиса. Отговорът на Де Лаурентис бил: „С цялото ми уважение към Джоди Фостър, сбогом. Това е лудо предложение“.
- След отказа на Джоди Фостър за ролята на Клариса Старлинг са разгледани Кейт Бланшет, Анджелина Джоли, Джилиан Андерсън, Хилари Суонк, Ашли Джъд, Хелън Хънт и Джулиан Мур. Продуцентът Дино Де Лаурентис избира Мур, но първо пита Хопкинс за неговото мнение. Той казва на де Лаурентис, че познава Мур от съвместната им работа във филма „Да устоиш на Пикасо“ и я смята за „невероятна актриса“. След такава препоръка Джулиана Мур е поканена във филма срещу хонорар от 3 милиона долара.
- Тед Тали, който печели „Оскар“ през 1990 г. за „Мълчанието на агнетата“ („Най-добър сценарий“), първоначално пише сценария за филма „Ханибал“.
- Когато д-р Лектър се завръща от Италия обратно в САЩ, Хопкинс предлага на режисьора да промени значително външния вид на героя, за да изглежда като наемник. Хопкинс променя външния си вид, добавяйки мускули и късо подстригвайки косата си.
- Преди да заснеме сцената, в която Ханибал свири на пиано, Антъни Хопкинс започва да барабани с една от собствените си композиции. Режисьорът Ридли Скот толкова харесва тази мелодия, че именно тя влиза във финалната версия на филма.
- Началната сцена на филма – престрелка на рибния пазар – е заснета на фермерски пазар в Ричмънд, САЩ. Джулиан Мур отказва услугите на дубльор и преминава специална тренировка по стрелба във ФБР.
- По време на рекламната кампания MGM разпространява над 500 мини касети до медиите със зловещи съобщения от Антъни Хопкинс като д-р Лектър.
- Героят на служителя на Министерството на правосъдието на САЩ Пол Крендлър се появява за първи път в „Мълчанието на агнетата“, но актьорът, който го е изиграл – Рон Уутър, вече не е между живите, за това Рей Лиота е избран за ролята на Крендлър.
- Франки Файсън, който играе санитаря Барни Матюс, става единственият актьор, който играе във всички игрални филми за Ханибал Лектър.
- Гари Олдман, който играе ролята на Мейсън Верджър, е гримиран толкова добре, че когато режисьорът показва на приятелите си снимка на Верджър, никой не може да идентифицира Олдман под ужасната маска на „обезобразено“ лице. По предложение на Олдман Скот премахва името му от надписите, за да запази интригата. По време на снимките Олдман има шест часа грим всеки ден.
- Снимките се провеждат в Италия и САЩ, включително Палацо Капони, Понте Векио, Палацо Векио, аптека и катедрала Санта Мария Новела (всички във Флоренция), фермата на президента Джеймс Мадисън (щата Вирджиния) и имението Билтмор в Ашвил (щата Северна Каролина).
- Плевнята, намираща се в имението на президента Джеймс Мадисън, се е използвала за настаняване на 15 прасета. 15-те огромни нереза, използвани за снимките, са избрани от приблизително 6000 прасета с помощта на опитни дресьори на животни.
- Имението Билтмор в Ашвил, най-голямото частно имение в САЩ, „изигрва“ ролята на имението на Мейсън Верджър във филма.
- За да заснеме сцената на „финалната вечеря“, режисьорът Ридли Скот използва гримираният Рей Лиота, манекен, който е негова точна реплика, и компютърна графика.

## Награди и номинации
| Награда | Категория                | Номиниран(и)         | Резултат  |
| ------- | ------------------------ | -------------------- | --------- |
| Сателит | Най-добра филмова музика | Ханс Цимер           | номинация |
| Сатурн  | Най-добър грим           | Най-добър грим       | награда   |
| Сатурн  | Най-добър хорър филм     | Най-добър хорър филм | номинация |
| Сатурн  | Най-добър актьор         | Антъни Хопкинс       | номинация |
| Сатурн  | Най-добра актриса        | Джулиан Мур          | номинация |